# Amancio Ortega
Amancio Ortega Gaona (n. 28 martie 1936, Busdongo de Arbas⁠(d), Castilia și León, Spania) este un om de afaceri spaniol, director de modă și președinte-fondator al trustului Inditex, cunoscut mai ales pentru faimosul lanț de magazine Zara. În martie 2014, el a fost clasat de Forbes pe locul 1 în topul celor mai bogați oameni din Spania și pe locul 3 - în lume, cu o avere netă estimată la 64 miliarde de dolari. Tot în martie 2014, Bloomberg Billionaires Index l-a clasat pe Amancio Ortega Gaona ca al patrulea cel mai bogat om din lume, cu active combinate de 57 miliarde $. Cu o lună mai devreme, în februarie 2014, Hurun Report l-a clasat pe Ortega pe locul 3 în lume cu o avere de 62 miliarde $. Momentan trăiește în Galicia, Spania, împreună cu cea de a doua lui soție, Flora Pérez.

## Viața personală
Amancio Ortega s-a născut în Busdongo de Arbas, un orășel din provincia Leon, Spania, în anul 1936, perioadă în care, în  țară, izbucnise războiul civil. Părinții lui au fost muncitori modești, mama lucrând ca menajeră, iar tatăl la căile ferate spaniole. A fost la școala "francezilor", "Inimă Sacră", împreună cu fratele său mai mare, Antonio.
A fost căsătorit cu Rosalia Mera, cu care are doi copii, Sandra și Mark. Ulterior, a divorțat și s-a recăsătorit în anul 2001 cu Flora Perez, mama fetei lui, Marta.
În viața de zi cu zi, Amancio nu are drept accesoriu cravata, preferând să poarte, mai degrabă, blue-jeanșii. Este pasionat de echitație, având un circuit de obstacole. Afacerile sale au depășit granițele modei, atingând domenii precum cel imobiliar, petrolier ori turistic.

## Cariera
Amancio a început să lucreze la vârsta de 13 ani, în La Coruna, fiind comis-voiajeur pentru un producător de cămăși de lux. Aici, el realizează că distribuirea hainelor consumă o sumă mare de bani, fiind de părere că un sistem de distribuție direct către magazine și, implicit, către clienți, ar fi o soluție economicoasă. Ideea sa va fi pusă în practică în anii 1960 când va deveni managerul unui magazin de haine adresat oamenilor înstăriți din La Coruna, unde va produce haine de calitate la prețuri reduse.
Succesul l-a determinat mai târziu pe Ortega să-și deschidă propria lui afacere, fapt împlinit în anul 1963. La doar 27 de ani, Amancio deschide Confecciones GOA (inițiale ale numelui său scrise în mod invers.) Doi ani mai târziu, ia naștere magazinul Zara – numit așa pentru că numele său preferat, Zorba, era deja luat – pe strada cu cel mai intens trafic din La Coruna. Succesul a fost repede resimțit. Nu întâmplător, în anul 1989, în Spania existau peste 100 de magazine Zara deschise.
Ce l-a propulsat pe Amancio Ortega în rândul celor mai puternice companii ale lumii a fost strategia controlului total asupra producției și distribuției. Altfel spus, ce se desena astăzi, apărea pe rafuturile magazinelor în cel mult două-trei săptămâni. Faptul că un produs nu stă mai mult de patru săptămâni pe raft motivează clienții să viziteze mai des magazinele. De altfel, succesul Zara a fost și continuă să fie atât de puternic, încât promovarea prin spoturi publicitare nu a fost necesară niciodată.
În 1988, Ortega inaugurează primul magazin Zara în afara Spaniei, - în Porto, Portugalia, iar până în 1990 reușește să se lanseze în SUA și Franța, țări urmate de Mexic, Belgia, Suedia sau Grecia. Odată cu trecerea anilor, Inditex și-a lărgint orizonturile, făcând loc unor noi mărci de îmbrăcăminte: Pull and Bear (1991), Massimo Dutti (1996) – gama de lux a trustului Inditex, Bershka (1998), Stradivarius (1999), Oysho (2001), Zara Home și Skhuaban. În ultimii 6 ani, compania și-a triplat rețeaua de magazine, ajungând la peste 3100, cu o medie de 300 de magazine noi în fiecare an..
În 2001, la 23 mai, Ortega devine cel mai bogat om din Spania, intrând, în același an în topul Forbes pe locul 43, cu o avere estimată la 6.6 miliarde de dolari.
Cu toate că este un om foarte bogat, el nu este  atât de cunoscut în rândurile oamenilor, pentru că nu a apărut în vreo fotografie până în anul 1999, refuzând, de asemenea, și toate interviurile.
La ora actuală, Iditex a devenit un imperiu al modei, cu magazine deschise în mai bine de 80 de țări din întreaga lume.  Un studiu realizat de Financial Times și firma de consultanță PricewaterhouseCoopers a plasat trustul pe poziția a treia în topul celor mai mari retaileri ai lumii, după Wal-Mart și Tesco.
Astăzi, Amancio este pe jumătate retras din afacere, lărgindu-și orizonturile înspre alte domenii.

## În România
Inditex pătrunde pe piața românească în anul 2003 cu magazinul Pull&Bear, urmat de Zara, un an mai târziu, ambele deschise în centrul comercial Plaza România din București. 
În august 2009, compania deținea deja 24 de magazine.. Un an mai târziu, numărul lor a ajuns la 36..
În martie 2012, compania a ajuns la un număr de 77 de magazine cu cele opt branduri prezente pe piața locală - Zara, Zara Home, Bershka, Stradivarius, Uterque, Pull&Bear, Oysho și Massimo Dutti..
Grupul Inditex a raportat în perioada pandemiei, februarie-iulie 2020, pierderi de 195 milioane de euro. Cu toate astea, în aceeași perioadă a anului 2021 compania a înregistrat o creștere de 49%.